# Newmarket (Ontario)
Newmarket [ˈnuˌmɑɹkət] ist eine Stadt 45 km nördlich von Toronto, Ontario, Kanada. Sie ist Teil des Greater Toronto Area (GTA) und des Golden Horseshoe. Newmarket ist Verwaltungssitz der Region York.

## Geografie
Die Stadt liegt 239 Meter über dem Meer und erstreckt sich auf 38,07 km². Im Norden grenzt sie an East Gwillimbury, im Osten an Whitchurch-Stouffville, im Süden an Aurora und im Westen an King.
Newmarket liegt nördlich der Oakridge Moränen. Der größte Fluss in Newmarket ist der East Holland River. Alle anderen Flüsse, die durch Newmarket fließen, münden in ihn. Es gibt zwei Baggerseen in Newmarket: Fairy Lake wird von der Lake Simcoe Region Conservation Authority betrieben und ist ein bevorzugter Freizeitort der Stadt. Bogart Pond ist der kleinere, aber weitere See. Er war ebenso wie Fairy Lake ein Mühlenteich.

## Einwohner
Nach dem Ergebnis der kanadischen Volkszählung 2016 beträgt die Einwohnerzahl 84.224. Die Planungsabteilung der Region York errechnete zum Stichtag 31. März 2006 eine Zahl von 77.518. Die offiziellen Einwohnerzahlen von Statistics Canada ergab bei der Bevölkerungszählung 2011 eine Einwohnerzahl von 79.978. Die Einwohnerdichte beträgt 2190 Einwohner pro km².

## Persönlichkeiten
- Darren Archibald (* 1990), Eishockeyspieler
- Connie Boyd (* 1961), Zauberkünstlerin und Dozentin
- Jim Brennan (* 1977), Fußballspieler
- Quinton Byfield (* 2002), Eishockeyspieler
- Herb Cain (1913–1982), Eishockeyspieler
- John Candy (1950–1994), Schauspieler und Comedian
- Jim Carrey (* 1962), Schauspieler und Comedian
- Barbara Chilcott (1922–2022), Schauspielerin
- Dit Clapper (1907–1978), Eishockeyspieler
- Clarknova, Alternative-Rock-Band
- Vince Corazza, Schauspieler
- Travis Dermott (* 1996), Eishockeyspieler
- Steve Downie (* 1987), Eishockeyspieler
- Brian Elliott (* 1985), Eishockeytorwart
- Kurtis Gabriel (* 1993), Eishockeyspieler
- Glass Tiger, Rockband
- Wes Jarvis, Eishockeyspieler und -trainer
- Curtis Joseph (* 1967), Eishockeytorwart; geboren in Keswick, aufgewachsen in Sharon (Nordosten Newmarkets) und in Newmarket auf die Highschool gegangen
- Mike Kitchen (* 1956), Eishockeyspieler und -trainer
- Traci Loader (* 1970), Maskenbildnerin
- Corey Locke (* 1984), Eishockeyspieler
- Chuck Luksa (* 1954), Eishockeyspieler
- H.R. MacMillan, CBE, C.C., Forstspezialist und Industrieller
- Jamie Macoun (* 1961), Eishockeyspieler
- Connor McDavid (* 1997), Eishockeyspieler, aufgewachsen in Newmarket
- William Mulock, früher Cabinet Minister und Chief Justice des Obersten Gerichtshofs Ontarios
- Joe Murphy (* 1967), Eishockeyspieler
- Marcel de Jong (* 1986), kanadisch-niederländischer Fußballnationalspieler
- Victor Sifton (* 1964), Autorennfahrer
- Markus Thormeyer (* 1997), Schwimmer
- Rob Zepp (* 1981), deutsch-kanadischer Eishockeytorwart
- Liam Draxl (* 2001), Tennisspieler
- Megan Oldham (* 2001), Freestyle-Skierin